# St. Jakobi (Wietzendorf)

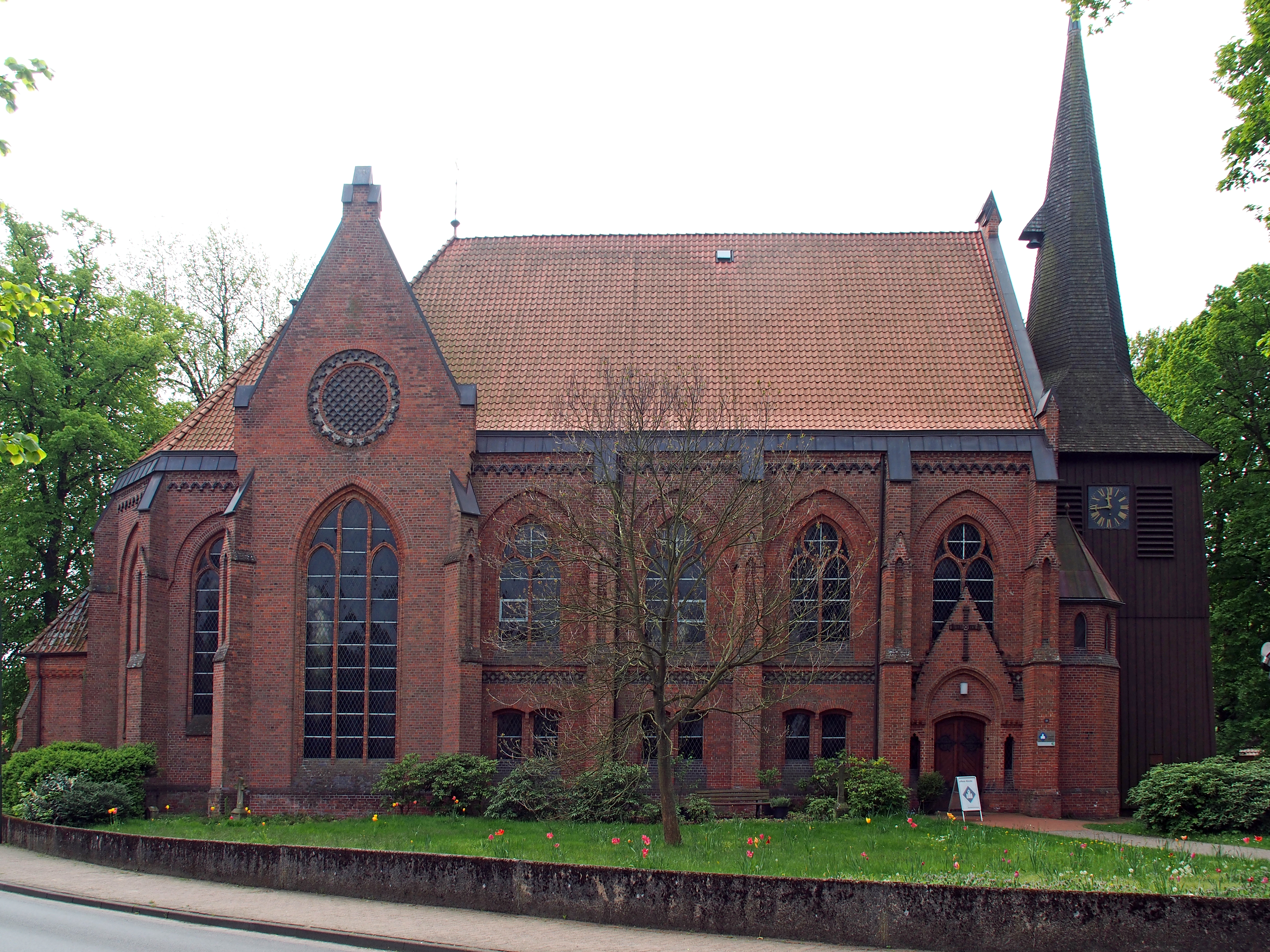
St. Jakobi

Die evangelisch-lutherische Kirche St. Jakobi steht in Wietzendorf, einer Gemeinde im Landkreis Heidekreis von Niedersachsen. Die Kirchengemeinde gehört zum Kirchenkreis Soltau im Sprengel Lüneburg der Evangelisch-lutherischen Landeskirche Hannovers.

## Beschreibung
Eine Kirche ist seit 1231 in Wietzendorf nachgewiesen. Die mittelalterliche Kirche reichte im 19. Jahrhundert nicht mehr aus. So wurde die jetzige Saalkirche im Jahre 1876 nach einem Entwurf von Conrad Wilhelm Hase im neugotischen Baustil erbaut. Das Kirchenschiff mit fünf Jochen wurde an den hölzernen, erhalten gebliebenen Kirchturm der 1746 erbauten alten Kirche angebaut. An das letzte Joch, bei dem ein Querschiff nur angedeutet ist, schließt sich ein Chor mit polygonalem Abschluss an. Die Wände werden von Strebepfeilern gestützt, um den Gewölbeschub des weit gespannten Gewölbes aufzufangen. Die zweizeilig angeordneten Fenster im Kirchenschiff deuten die Emporen im Innenraum an. Im 1971 erneuerten Kirchturm hängen im Glockenstuhl hinter den Klangarkaden Kirchenglocken aus den Jahren 1564, 1970 und 1972, sowie eine Glocke vom Beginn des 14. Jahrhunderts. An seinem achtseitigen, schiefergedeckten Helm hängt eine Schlagglocke. 
Die Kirchenausstattung stammt überwiegend aus der Bauzeit. Das bronzene Taufbecken von 1350 ist das älteste Ausstattungsstück der Kirche. Das neugotische Altarretabel wurde durch ein gemaltes Kruzifix von Rudolf Schäfer, der auch den Chor ausgemalt hat, verfremdet. Die Orgel mit 17 Register, 1049 Pfeifen, zwei Manualen und einem Pedal wurde von Johann Andreas Engelhardt konzipiert, gebaut wurde sie im Jahre 1867 von seinem Sohn Gustav Carl.